# Miguel de Cervantes-priset
Miguel de Cervantes-priset (spanska: Premio Miguel de Cervantes), är ett litterärt pris som årligen utdelas till en författare som skriver på det spanska språket.
Priset instiftades 1976 och är uppkallat efter författaren Miguel de Cervantes. Pristagarna belönas för sitt författarskap i sin helhet. Kandidaterna till priset föreslås av språkakademierna i de spanskspråkiga länderna och priset utdelas av Spaniens kulturministerium. Enligt stadgarna får priset inte delas eller utdelas postumt. Pristagaren får ta emot en prissumma på 125 000 euro.

## Pristagare
| År   | Författare                   | Land      |
| ---- | ---------------------------- | --------- |
| 1976 | Jorge Guillén                | Spanien   |
| 1977 | Alejo Carpentier             | Kuba      |
| 1978 | Dámaso Alonso                | Spanien   |
| 1979 | Jorge Luis Borges            | Argentina |
| 1979 | Gerardo Diego                | Spanien   |
| 1980 | Juan Carlos Onetti           | Uruguay   |
| 1981 | Octavio Paz                  | Mexiko    |
| 1982 | Luis Rosales                 | Spanien   |
| 1983 | Rafael Alberti               | Spanien   |
| 1984 | Ernesto Sabato               | Argentina |
| 1985 | Gonzalo Torrente Ballester   | Spanien   |
| 1986 | Antonio Buero Vallejo        | Spanien   |
| 1987 | Carlos Fuentes               | Mexiko    |
| 1988 | María Zambrano               | Spanien   |
| 1989 | Augusto Roa Bastos           | Paraguay  |
| 1990 | Adolfo Bioy Casares          | Argentina |
| 1991 | Francisco Ayala              | Spanien   |
| 1992 | Dulce María Loynaz           | Kuba      |
| 1993 | Miguel Delibes               | Spanien   |
| 1994 | Mario Vargas Llosa           | Peru      |
| 1995 | Camilo José Cela             | Spanien   |
| 1996 | José García Nieto            | Spanien   |
| 1997 | Guillermo Cabrera Infante    | Kuba      |
| 1998 | José Hierro                  | Spanien   |
| 1999 | Jorge Edwards                | Chile     |
| 2000 | Francisco Umbral             | Spanien   |
| 2001 | Álvaro Mutis                 | Colombia  |
| 2002 | José Jiménez Lozano          | Spanien   |
| 2003 | Gonzalo Rojas                | Chile     |
| 2004 | Rafael Sánchez Ferlosio      | Spanien   |
| 2005 | Sergio Pitol                 | Mexiko    |
| 2006 | Antonio Gamoneda             | Spanien   |
| 2007 | Juan Gelman                  | Argentina |
| 2008 | Juan Marsé                   | Spanien   |
| 2009 | José Emilio Pacheco          | Mexiko    |
| 2010 | Ana María Matute             | Spanien   |
| 2011 | Nicanor Parra                | Chile     |
| 2012 | José Manuel Caballero Bonald | Spanien   |
| 2013 | Elena Poniatowska            | Mexiko    |
| 2014 | Juan Goytisolo               | Spanien   |
| 2015 | Fernando del Paso            | Mexiko    |
| 2016 | Eduardo Mendoza              | Spanien   |
| 2017 | Sergio Ramírez               | Nicaragua |
| 2018 | Ida Vitale                   | Uruguay   |
| 2019 | Joan Margarit                | Spanien   |
| 2020 | Francisco Brines             | Spanien   |
| 2021 | Cristina Peri Rossi          | Uruguay   |
| 2022 | Rafael Cadenas               | Spanien   |

## Antal pristagare efter land
| Spanien   | 21 |
| Mexiko    | 6  |
| Argentina | 4  |
| Kuba      | 3  |
| Chile     | 3  |
| Uruguay   | 1  |
| Paraguay  | 1  |
| Peru      | 1  |
| Colombia  | 1  |
| Totalt    | 40 |